# Стэнли Ковальски
Стэнли Ковальски (англ. Stanley Kowalski) — персонаж пьесы Теннесси Уильямса Трамвай «Желание».

## В пьесе
Стэнли — потомок польских иммигрантов, сам он родился в США. Он живёт во Французском квартале Нового Орлеана с беременной женой Стеллой (в девичестве — Дюбуа) и занимается продажей автозапчастей. Будучи представителем пролетариата, Стэнли гордится тем, что Стелла ради него оставила своё богатое семейство.
С появлением в доме сестры Стеллы Бланш Дюбуа между ней и Стэнли возникают антагонистические отношения, также это служит поводом для ссор между Стенли и Стеллы. Поначалу Стэнли относится к Бланш настороженно, а впоследствии и враждебно. Бланш стремится окружить себя подобием красоты и имитацией роскоши, и Стэнли не принимает её культурных манер, внутреннего мира и духовности, будучи неотёсанным и грубым. Его неприязнь к Бланш ещё более возрастает, когда у неё начинается роман с другом Стэнли Митчем, и когда она позволяет себе вмешаться в семейные отношения Стенли со Стеллой.
Вскоре вскрывается истина о Бланш: Стэнли Ковальски выясняет, что семейный особняк Дюбуа был продан за долги, и на самом деле Бланш была уволена с работы из-за бурного романа с 17-летним учеником. Стэнли рассказывает об этом и супруге, и Митчу, который теперь разрывает с ней отношения.
В ночь, когда Стелла рожает их со Стэнли первого ребёнка, тот возвращается домой пьяным и встречает там Бланш с её выдумками о своём счастливом прошлом и будущем. Она заявляет ему, что получила телеграмму от давнего богатого поклонника и собирается в круиз. Стэнли разоблачает её, сначала пугает, кидая на кровать, затем и вовсе начинает угрожать изнасилованием. Бланш разбивает бутылку, чтобы защититься, но это ей не помогает, она слабее крупного мужчины. Сестра не верит в изнасилование, так как любит мужа. Все отворачиваются от Бланш. Не выдержав очередного удара судьбы, она сходит с ума. Несколько недель спустя её по настоянию Стэнли помещают в клинику для душевнобольных.

## Исполнители
Первый и наиболее прославленный исполнитель роли Стэнли Ковальски — Марлон Брандо, игравший эту роль как в первой бродвейской постановке, так и в фильме Элиа Казана, поставленном в 1951 году. В телефильмах 1984 и 1995 годов Стэнли играли соответственно Трит Уильямс и Алек Болдуин.
В Театре имени Маяковского в течение 25 лет роль Ковальски исполнял Армен Джигарханян. Премьера 30 декабря 1970 г., более 700 спектаклей
В конце 2022 года в театре «Альмейда»состоится премьера лондонской постановки пьесы, в которой роль Стэнли Ковальски исполнит ирландский актёр Пол Мескал. Показ спектаклей начался в декабре 2022 года и продлился до весны 2023 года.